# Tanjeg Wagir
Tanjeg Wagir is een bestuurslaag in het regentschap Sidoarjo van de provincie Oost-Java, Indonesië. Tanjeg Wagir telt 3415 inwoners (volkstelling 2010).